# ГЕС Тунвань
ГЕС Тунвань (铜湾水电站) — гідроелектростанція у центральній частині Китаю в провінції Хунань. Знаходячись між ГЕС Ānjiāng (вище по течії) та ГЕС Qīngshuǐtáng, входить до складу каскаду на річці Юаньцзян, котра впадає до розташованого на правобережжі Янцзи великого озера Дунтін.
В межах проекту річку перекрили бетонною греблею висотою 43 метра та довжиною 435 метрів. Вона утримує водосховище з об'ємом 120 млн м3 та нормальним рівнем води на позначці 152,5 метра НРМ (під час повені об’єм може зростати до 211 млн м3).
Інтегрований у греблю машинний зал обладнали чотирма бульбовими турбінами потужністю по 45 МВт, які використовують напір від 6,7 до 14 метрів (номінальний напір 11,2 метра) та забезпечують виробництво 711 млн кВт-год електроенергії на рік.
Видача продукції відбувається по ЛЕП, розрахованій на роботу під напругою 220 кВ.